# Ascidia escabanae
Ascidia escabanae is een zakpijpensoort uit de familie van de Ascidiidae. De wetenschappelijke naam van de soort is voor het eerst geldig gepubliceerd in 1998 door Claude Monniot.